# Кано, Рубен
Рубен Андрес Кано Мартинес (исп. Rubén Andrés Cano Martínez род. 5 февраля 1951[…], Сан-Рафаэль, Мендоса) — испанский футболист, игрок сборной Испании.

## Карьера
Кано родился в Сан-Рафаэле, Аргентина, в семье испанцев и начал свою профессиональную карьеру в клубе «Атланта» из Буэнос-Айреса, в котором пробыл четыре года. В 1974 году он вернулся на родину своих предков, в Испанию, и присоединился к клубу «Эльче», дебютировав в Ла Лиге 14 сентября 1974 года.
В межсезонье 1976 года Кано подписал контракт с испанским клубом «Атлетико Мадрид» и в первый же год забил 19 мячей — он стал пятым по результативности в соревнованиях, благодаря чему "кольчонерос" выиграли национальный чемпионат, на одно очко опередив "Барселону". В последующие два сезона он забил в общей сложности 40 голов, а также сформировал эффективное партнерство с другим игроком аргентинского происхождения — Рубеном Айялой.
После 12 матчей, в которых он отличился лишь 1 раз в сезоне 1981-82, 32-летний Кано покинул «Атлетико» и присоединился к «Тенерифе» в третьем дивизионе. Помог команде Канарских островов подняться в классе в своем дебютном сезоне, и остался с ней еще на две кампании второго дивизиона. Он завершил свою карьеру в возрасте 36 лет, проведя пару лет в другом мадридском клубе второго дивизиона — «Райо Вальекано».
Кано решил представлять Испанию на международном уровне и за два года провел 12 матчей. Его дебют состоялся 16 апреля 1977 года в отборочном матче чемпионата мира по футболу 1978 года против Румынии (поражение 0:1 в Бухаресте). Также в этом соревновании он забил единственный гол в Белграде 30 ноября, чем помог своей стране победить Югославию и занять первое место в группе.
Выбранный для участия в финале в Аргентине, Кано вышел на поле в матче против Австрии (1:2). Игра в итоге завершилась в пользу команды Кано и её выходом из группового этапа.